# Rigid Buoyant Boat

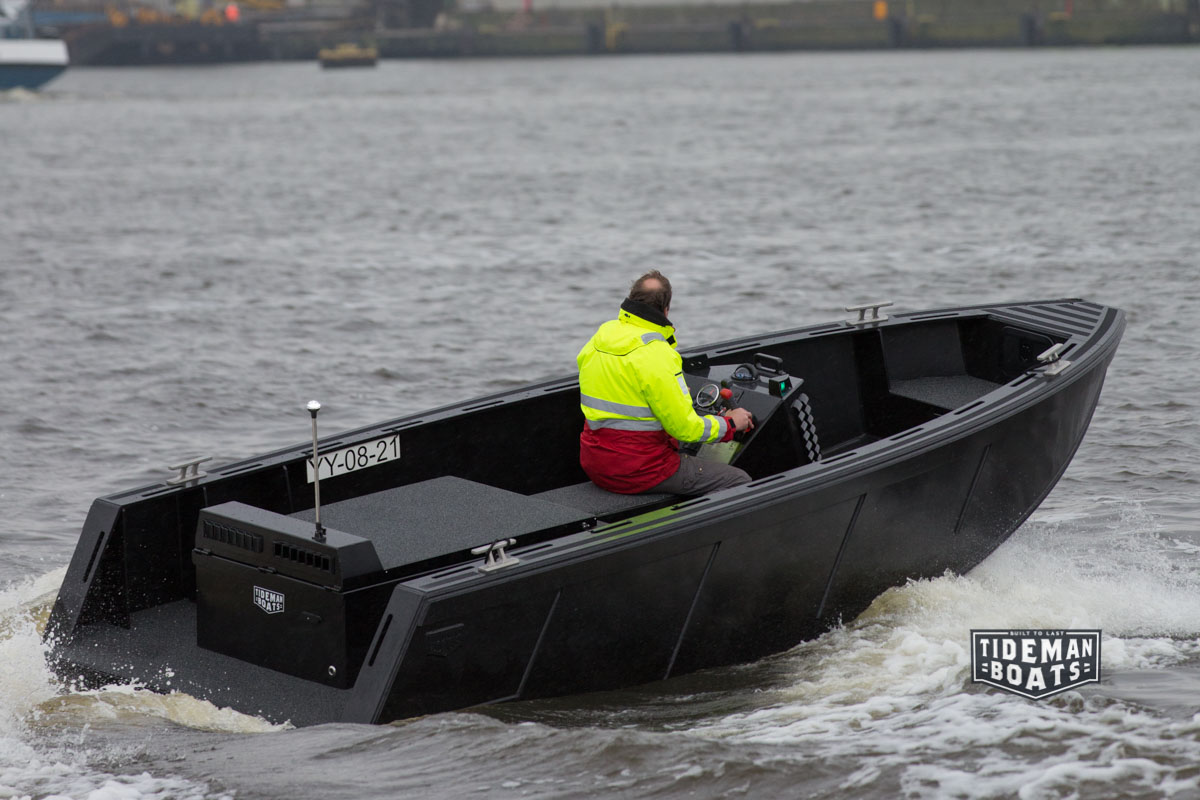
Ein RBB aus HDPE mit Waterjet-Antrieb

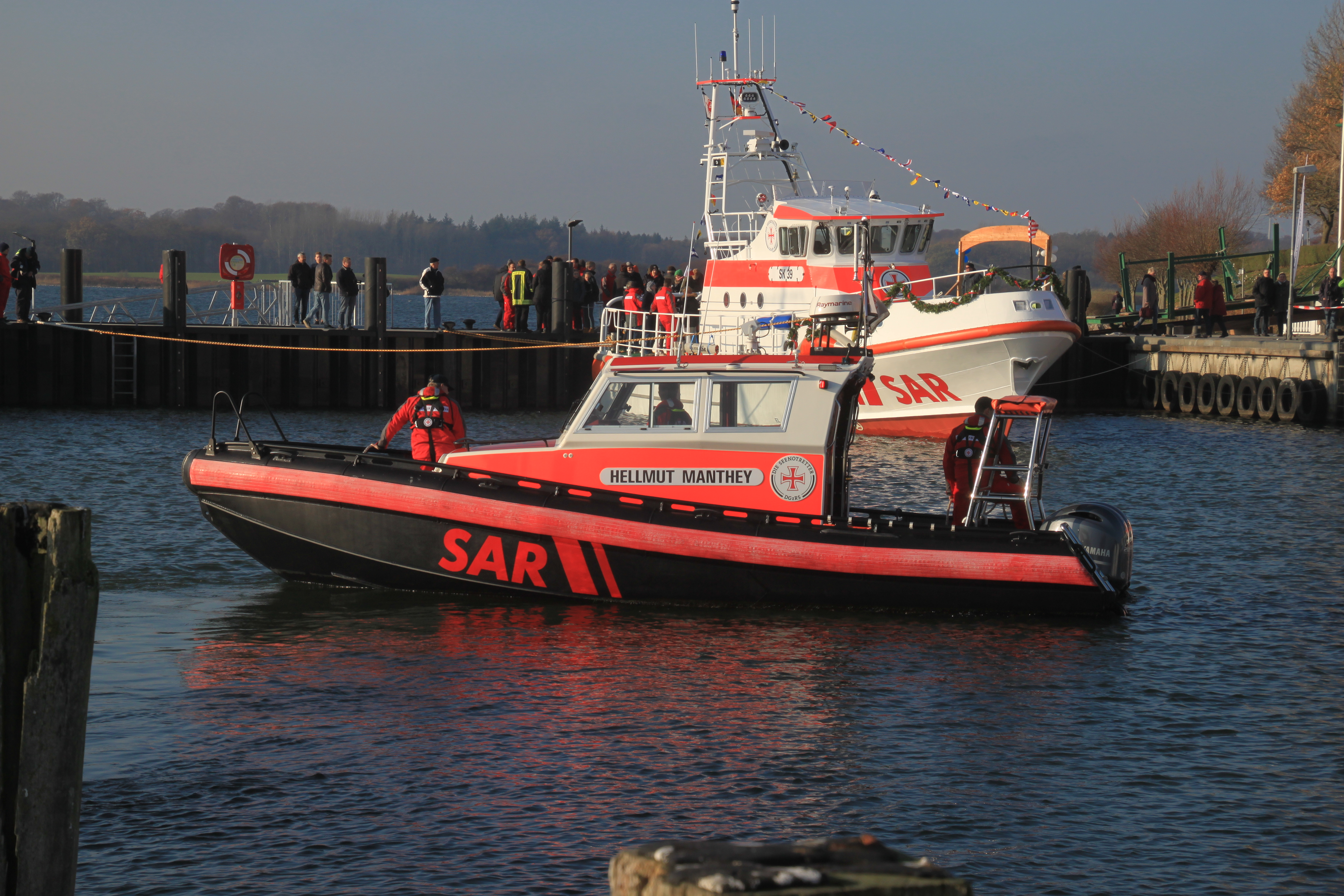
RBB der DGzRS mit Kajüte

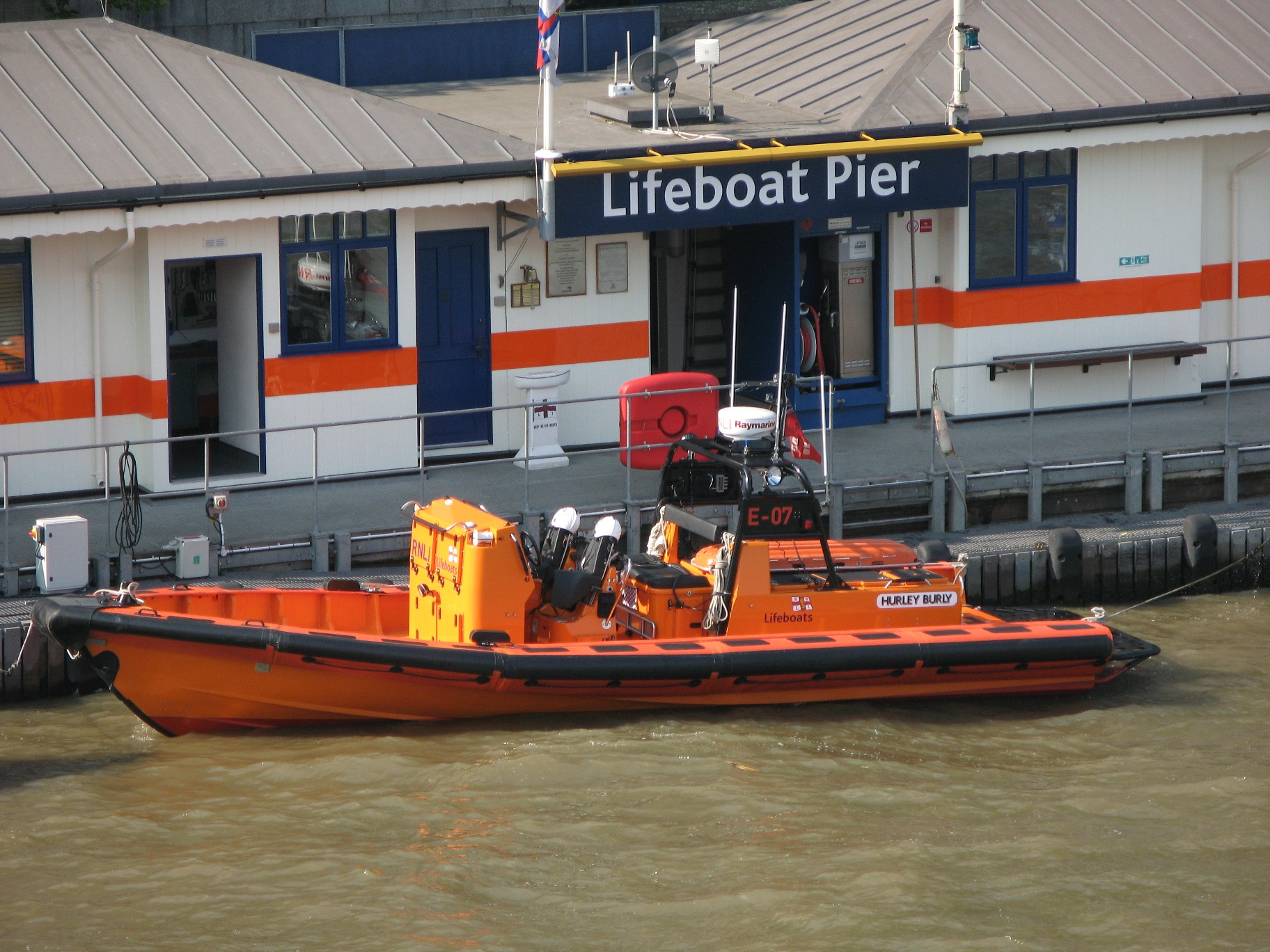
Ein RBB der RNLI auf der Themse

Ein Rigid Buoyant Boat (RBB) (englisch für: „Fest(rumpf)-Auftriebsboot“) ist ein leichtes Vollkunststoffboot mit hoher Leistungsfähigkeit. Das Konzept folgt dem Festrumpfschlauchboot (RIB rigid inflatable boat), hat jedoch anstelle des 'Schlauchs' einen oberen festen 'Rand' aus Polyethylen, Polyurethan oder Aluminium. Gemäß der Namensgebung erzielt ein RBB seinen Auftrieb allein durch seinen starren und leichten Rumpf. Auch wenn ein RBB vollständig überflutet ist, bleibt es über Wasser und damit schwimmfähig.
Der leichte Rumpf besteht beispielsweise aus GFK oder aus miteinander verschweißten HDPE-Platten (HDPE High Density Poly Ethylene). Dadurch entstehen äußerst robuste Boote, die Stöße problemlos absorbieren können und damit ideal zum Befahren rauer Umgebungen oder seichter Gewässer geeignet sind. Reparaturen am Rumpf können ohne Werften durchgeführt werden. Wie bei einem RIB wird der Rumpf in Form eines tiefen V geformt, sodass es sehr wendig und leicht zu manövrieren ist. Mit entsprechenden Motoren können die leichten Boote auf eine hohe Geschwindigkeit von bis zu 50 Knoten gebracht werden.
Das geringere Volumen des 'Kragens' gegenüber den raumgreifenden Rundungen der Gummischläuchen an den RIB führt bei den RBB zu mehr verfügbarem Decksraum. Bei Beschädigungen lassen sich diese Schutzränder leicht austauschen.
Anwender in Deutschland ist z. B. die Deutsche Gesellschaft zur Rettung Schiffbrüchiger. Der 8,9 Meter lange und drei Meter breite Bootstyp hat nur 65 Zentimeter Tiefgang und wird auf den Freiwilligenstationen an der Ostsee eingesetzt. Zum Antrieb sind zwei Außenbordmotoren angebaut, die für eine Geschwindigkeit von 38 Knoten sorgen. Wie alle SAR-Einheiten der DGzRS ist auch dieses Boot ein Selbstaufrichter durch einen aufblasbaren Luftsack im Mast am Heck.
Die englische Royal National Lifeboat Institution (RNLI) setzt auf der Themse vier Boote eines RBB-Typs ein und bezeichnet sie als E-Class-Lifeboat. Die MK2-Boote sind 10,5 Meter lang und erreichen über Waterjets eine Geschwindigkeit von 40 Knoten.